# Frontó Adarraga
El Frontó Adarraga és el frontó de capçalera a Logronyo. El frontó forma part del complex esportiu del mateix nom a la capital riojana. Fou inaugurat el 24 de setembre de 1964 per l'ajuntament de la ciutat. És un frontó curt de 35'8m de llarg per 11m d'ample, apte doncs per a jugar partides de pilota a mà o de pala curta, amb capacitat per a fins a 1.518 persones. Rep sovint partides de campionats professionals, i, a més, és seu del Trofeu de Sant Mateu.